# Église Notre-Dame-des-Grèves de Dieppe
L'église Notre-Dame-des-Grèves fut construite en 1843 sous l'ordre du roi Louis-Philippe Ier à proximité de l'ancien couvent des capucins transformé en prison.

## Son histoire
Depuis sa construction en 1843, elle ne cesse d'être transformée et modifiée selon les plans d'urbanisme. En effet, en 1858, la chapelle latérale est détruite pour permettre le percement d'une nouvelle rue. Si l'initiative vient du roi Louis Philippe Ier (1830-1848), il ne se déplace pas à la pose de la première pierre, bien qu'il eût promis de participer.
L'église des Poletais, autre nom que donne les Dieppois à cette église, est consacrée en 1849. Pour l'occasion, l'archevêque de Rouen oublie d'installer le clocher[Quoi ?].

## Son architecture et la vie paroissiale

### Physionomie du bâtiment
Son architecture est due à l'architecte Le Normand. Cet architecte construit cette église en style néo-roman, en brique rouge cuite avec une charpente en ardoise. L'intérieur fut décoré par le peintre dieppois, Méricourt-Lefrevre. Ces décorations sur des panneaux peints représentent un chemin de croix avec les quatorze stations du vendredi.

### Les patronages de marin
Les marins sont des personnes relativement pieuses en raison de la dureté des conditions de travail qui sont les leurs à bord des navires lors des campagnes de pèche qui peuvent les amener jusqu'à Terre-Neuve. On les appelle, comme à Fécamp, les terre-neuvas. Outre les ex-voto, la foi religieuse leur sert à affronter psychologiquement ses duretés ; ainsi bon nombre de patronages et de sociétés de secours mutuel comme le patronage Saint-Joseph vient au secours des marins disparus en pleine mer, telle que l'on peut lire dans le bulletin paroissial de la fin du XIXe siècle appelé le Phare du Pollet.